# آخایوس
آخایوس (به یونانی: Ἀχαιοί, Akhaioi)، در اسطوره‌های یونان، پسر کسوتوس و کرئوسا، برادر ایون و همچنین نوه هلن است. به گفته پوسانیاس، او پدر آرچاندر و آرشیتلس بود که از فتیوتیس به آرگوس سفر کردند و هر یک با دختران دانائوس ازدواج کردند. آخایوس به کمک متحدانش آتن و آیگیالوس را از چنگ برادر درآورد. قبیله آخه‌ای‌ها که پس از آوارگی‌های فراوان در پلوپونز استقلال یافت از او به وجود آمدند.

## اساطیر
آخه‌ای‌ها او را سرمنشأ نژاد خود می‌دانستند و نام خود و همچنین آخایا را که قبلا آگیالوس نامیده می‌شد از او گرفته بودند. عموی آخایوس با نام آئولوس از تسالی به پلوپونز آمده بود و بعداً نیز به همین تسالی برگشت و نهایتاً در همانجا درگذشت. آخایوس پس از مرگ عمویش به تسالی رفت و خود را بزرگ فتیوتیس نامید، که نام آخایا نیز از او برگرفته شده است.